# Игнатиус, Пол
Пол Роберт Игнатиус (англ. Paul Robert Ignatius; 11 ноября 1920, Глендейл, Калифорния, США) — американский правительственный чиновник армянского происхождения. Министр военно-морских сил США 1967—1969. В честь него назван военный корабль США Paul Ignatius (DDG-117).
За восемь лет службы в администрациях Кеннеди и Джонсона он был заместителем министра армии и помощником министра обороны. Также был президентом The Washington Post.

## Биография
Его дедушка был одним из первых армян, поселившихся в Глендейле, штат Калифорния, в 1911 году. После проживания в Армении, а затем в Манчестере, Англия, его семья переехала в США и поселилась в Глендейле. Там Пол Игнатиус родился 11 ноября 1920 года.
Он окончил среднюю школу Гувера в 1938 году, затем поступил в Университет Южной Калифорнии, который окончил в 1942 году.
Его отец и мать основали организацию «Армянская ассоциация союзных искусств», которая помогает способствовать развитию людей в искусстве и музыке. Отец также основал приют для престарелых в долине Сан-Фернандо.
После окончания Университета Южной Калифорнии Игнатиус поступил на службу во флот. Он был лейтенантом военно-морского флота во время Второй мировой войны и прослужил четыре года. Затем он восемь лет прослужил в Пентагоне, сначала помощником министра армии, затем помощником министра обороны. После этого он два года провел на посту министра военно-морских сил с 1967 по 1969 год под руководством президента Линдона Джонсона.

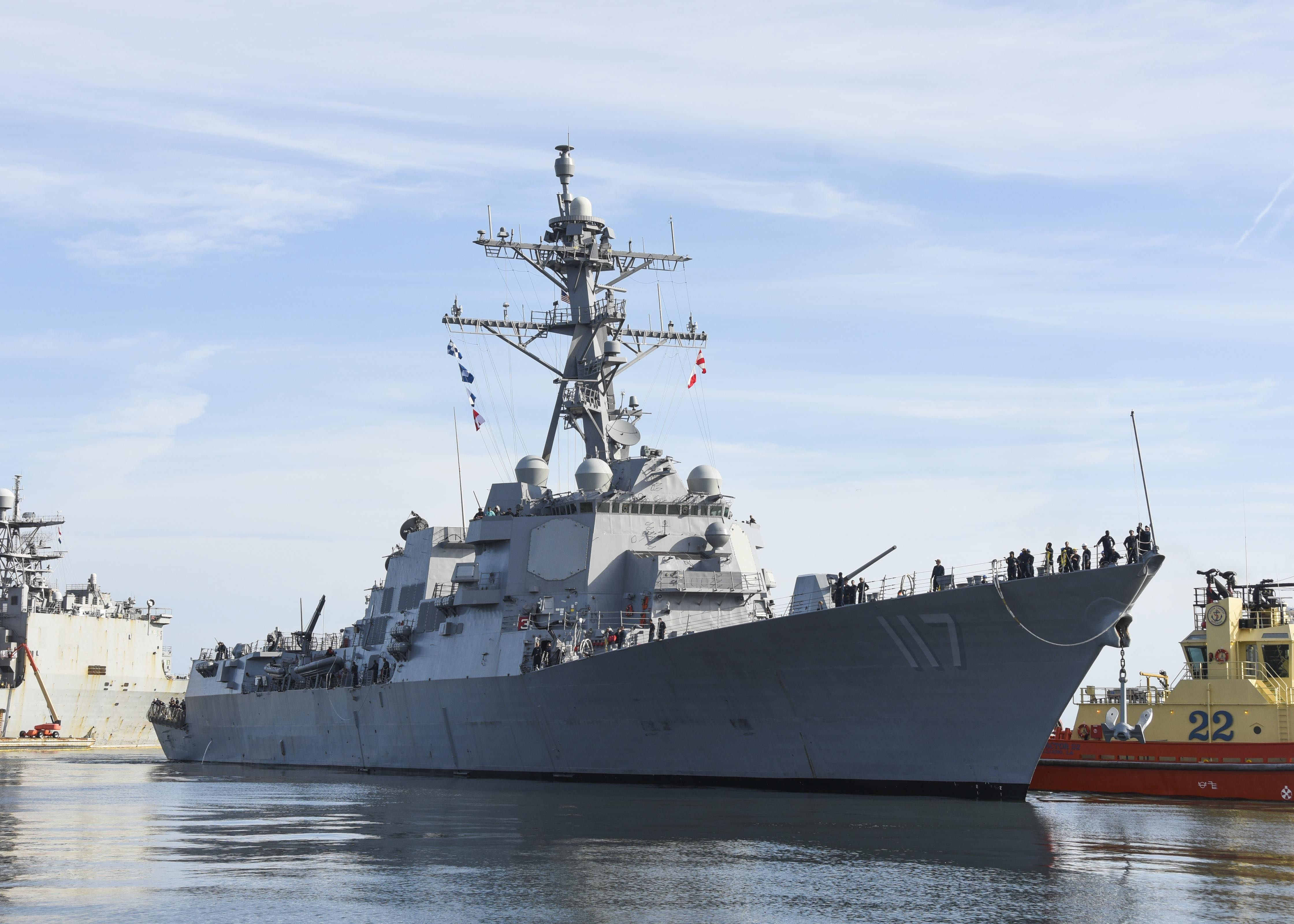
Военный корабль США Пол Игнатиус

К его удивлению, в 2019 году ВМФ США ввёл в эксплуатацию эсминец названный в его честь Paul Ignatius (DDG-117).